# Cellaria aurorae
Cellaria aurorae är en mossdjursart som beskrevs av Livingstone 1928. Cellaria aurorae ingår i släktet Cellaria och familjen Cellariidae. Inga underarter finns listade i Catalogue of Life.